# Morti nel 1957

## Gennaio(80)
- 1º gennaio - Eugen Payer, allenatore di calcio ungherese (n. 1891)
- 1º gennaio - Hans Wölpert, sollevatore tedesco (n. 1898)
- 2 gennaio - Søren Absalon Larsen, fisico danese (n. 1871)
- 2 gennaio - Isaac Steinberg, avvocato e politico russo (n. 1888)
- 3 gennaio - Anton Kress, calciatore tedesco (n. 1899)
- 3 gennaio - Ottorino Pomilio, ingegnere aeronautico italiano (n. 1887)
- 4 gennaio - Theodor Körner, militare e politico austriaco (n. 1873)
- 4 gennaio - Josef Krejcik, scacchista e compositore di scacchi austriaco (n. 1885)
- 5 gennaio - Alexandre Caillot, vescovo cattolico francese (n. 1861)
- 5 gennaio - Oldřich Duras, scacchista e compositore di scacchi cecoslovacco (n. 1882)
- 5 gennaio - Alfonso Gibilaro, pianista e compositore italiano (n. 1888)
- 5 gennaio - Robert Kane, produttore cinematografico statunitense (n. 1886)
- 5 gennaio - Jerome Steever, pallanuotista statunitense (n. 1880)
- 6 gennaio - Angelo Faggi, sindacalista e politico italiano (n. 1885)
- 6 gennaio - Viggo Larsen, attore, regista e produttore cinematografico danese (n. 1884)
- 6 gennaio - Joseph Meile, vescovo cattolico svizzero (n. 1891)
- 6 gennaio - John Todd Zimmer, ornitologo statunitense (n. 1889)
- 7 gennaio - Bruno Mendini, politico italiano (n. 1891)
- 7 gennaio - Jože Plečnik, architetto sloveno (n. 1872)
- 8 gennaio - Carlo Bozzi, calciatore italiano (n. 1896)
- 8 gennaio - Amerigo Contini, aviatore, militare e pittore italiano (n. 1894)
- 8 gennaio - Frederick Voigt, giornalista inglese (n. 1892)
- 9 gennaio - Viktor von Weizsäcker, fisiologo e antropologo tedesco (n. 1886)
- 10 gennaio - Giulio Andrea Belloni, giurista e politico italiano (n. 1902)
- 10 gennaio - Felice Ambrogio Guerra Fezia, missionario e arcivescovo cattolico italiano (n. 1866)
- 10 gennaio - Gabriela Mistral, poetessa e educatrice cilena (n. 1889)
- 11 gennaio - Nils Ahnlund, storico svedese (n. 1889)
- 12 gennaio - Ken Wharton, pilota automobilistico inglese (n. 1916)
- 13 gennaio - Jerome Frank, giurista e filosofo statunitense (n. 1889)
- 13 gennaio - Francesco Scandone, storico italiano (n. 1868)
- 14 gennaio - Humphrey Bogart, attore statunitense (n. 1899)
- 15 gennaio - Red Dunn, giocatore di football americano statunitense (n. 1901)
- 15 gennaio - Eugenio Guerrieri, astronomo italiano (n. 1874)
- 16 gennaio - Alessandro di Teck, militare britannico (n. 1874)
- 16 gennaio - Antonius van Nieuwenhuizen, schermidore olandese (n. 1879)
- 16 gennaio - Arturo Toscanini, direttore d'orchestra italiano (n. 1867)
- 17 gennaio - Giovanni Battista Boeri, politico italiano (n. 1882)
- 18 gennaio - Álvaro Gestido, calciatore uruguaiano (n. 1907)
- 19 gennaio - Giuseppe Albenga, ingegnere italiano (n. 1882)
- 19 gennaio - Guido Borghi, imprenditore italiano (n. 1883)
- 19 gennaio - Henri Denis, generale e politico belga (n. 1877)
- 19 gennaio - Barbu Lăzăreanu, storico della letteratura, filologo e attivista rumeno (n. 1881)
- 19 gennaio - Raffaele Pezzullo, politico italiano (n. 1896)
- 20 gennaio - Dean Benedetti, sassofonista e compositore statunitense (n. 1922)
- 20 gennaio - James Connolly, triplista, lunghista e altista statunitense (n. 1868)
- 20 gennaio - John Minton, pittore e illustratore inglese (n. 1917)
- 20 gennaio - Il'ja Semënovič Tuktaš, poeta, scrittore e giornalista russo (n. 1907)
- 21 gennaio - Arthur Lyon Bowley, statistico e economista britannico (n. 1869)
- 21 gennaio - Luigi Carbonari, imprenditore italiano (n. 1890)
- 21 gennaio - Guido Notari, conduttore radiofonico e attore italiano (n. 1893)
- 22 gennaio - Gemma Perchi, operaia e sindacalista italiana (n. 1873)
- 22 gennaio - Ralph Barton Perry, filosofo statunitense (n. 1876)
- 22 gennaio - Paul Walden, chimico russo (n. 1863)
- 22 gennaio - Claire Waldoff, cantante e cabarettista tedesca (n. 1884)
- 23 gennaio - Jean Forestier, calciatore svizzero (n. 1879)
- 23 gennaio - Tom Smith, allevatore statunitense (n. 1878)
- 24 gennaio - Alexander Moritz Frey, scrittore tedesco (n. 1881)
- 24 gennaio - Hans Lindman, calciatore svedese (n. 1884)
- 24 gennaio - Ludwig Trautmann, attore, regista e produttore cinematografico tedesco (n. 1885)
- 25 gennaio - Ernesto Bertarelli, igienista, editore e divulgatore scientifico italiano (n. 1873)
- 25 gennaio - Erling Gripp, calciatore norvegese (n. 1923)
- 25 gennaio - Tom January, calciatore statunitense (n. 1886)
- 25 gennaio - Kiyoshi Shiga, batteriologo giapponese (n. 1871)
- 25 gennaio - James Stopford, VII conte di Courtown, ufficiale irlandese (n. 1877)
- 25 gennaio - Francesco di Baviera, principe (n. 1875)
- 26 gennaio - Alfonso Bartoli, archeologo e politico italiano (n. 1874)
- 26 gennaio - Alessandro Beltrame, calciatore italiano (n. 1902)
- 26 gennaio - Helene Costello, attrice statunitense (n. 1906)
- 26 gennaio - William Eythe, attore statunitense (n. 1918)
- 26 gennaio - José Linhares, magistrato e politico brasiliano (n. 1886)
- 26 gennaio - Bruno Parisi, zoologo italiano (n. 1884)
- 26 gennaio - Jean Thorailler, nuotatore e pallanuotista francese (n. 1888)
- 27 gennaio - Ernesto Cappa, generale e prefetto italiano (n. 1888)
- 29 gennaio - Felice Lovera, politico italiano (n. 1901)
- 30 gennaio - Grigore Gafencu, diplomatico e politico rumeno (n. 1892)
- 30 gennaio - Carlo Masseroni, imprenditore e dirigente sportivo italiano (n. 1891)
- 30 gennaio - Boris Georgievič Romanov, coreografo e direttore artistico russo (n. 1891)
- 31 gennaio - John Marshall, nuotatore australiano (n. 1930)
- 31 gennaio - Ottavio Mastrojanni, avvocato e politico italiano (n. 1896)
- 31 gennaio - Władysław Mazurkiewicz, serial killer polacco (n. 1911)

## Febbraio(64)
- 1º febbraio - Friedrich Paulus, generale tedesco (n. 1890)
- 2 febbraio - Valery Larbaud, romanziere, poeta e traduttore francese (n. 1881)
- 2 febbraio - Antonio Lippi, generale e aviatore italiano (n. 1900)
- 2 febbraio - Julia Morgan, architetta statunitense (n. 1872)
- 2 febbraio - Giacomo Moriondo, pittore italiano (n. 1896)
- 2 febbraio - Pierre Scheuer, presbitero e filosofo belga (n. 1872)
- 2 febbraio - E.F. Symmons, regista britannico (n. 1882)
- 3 febbraio - Luigi Nuvoloni, generale italiano (n. 1884)
- 4 febbraio - Luigi Repossi, politico e rivoluzionario italiano (n. 1882)
- 5 febbraio - Alcibiade Bertolotti, ingegnere e giornalista italiano (n. 1862)
- 5 febbraio - Alfredo Boccolini, attore italiano (n. 1885)
- 5 febbraio - Pio Ferraris, calciatore italiano (n. 1899)
- 5 febbraio - Hinnerk Scheper, fotografo, urbanista e designer tedesco (n. 1897)
- 5 febbraio - Carlo Sonzini, presbitero e giornalista italiano (n. 1878)
- 6 febbraio - Giuseppe Raga, poeta italiano (n. 1873)
- 7 febbraio - Agostino Felice Addeo, vescovo cattolico italiano (n. 1876)
- 7 febbraio - Mykola Cegel'skij, presbitero ucraino (n. 1896)
- 7 febbraio - Félix Goblet d'Alviella, schermidore belga (n. 1884)
- 7 febbraio - Rudolph Réti, compositore e pianista statunitense (n. 1885)
- 7 febbraio - Luigi Solari, ingegnere italiano (n. 1873)
- 7 febbraio - Werner Stuber, cavaliere svizzero (n. 1900)
- 7 febbraio - Petro Werhun, presbitero ucraino (n. 1890)
- 8 febbraio - Walther Bothe, fisico, matematico e chimico tedesco (n. 1891)
- 8 febbraio - John von Neumann, matematico, fisico e informatico ungherese (n. 1903)
- 9 febbraio - Miklós Horthy, ammiraglio e politico ungherese (n. 1868)
- 10 febbraio - Francesco Coppola, politico e giornalista italiano (n. 1878)
- 10 febbraio - Edoardo Firpo, poeta italiano (n. 1889)
- 10 febbraio - Laura Ingalls Wilder, scrittrice statunitense (n. 1867)
- 11 febbraio - Vittorio Umberto Fantucci, ingegnere e politico italiano (n. 1883)
- 11 febbraio - Dimitri Kirsanoff, regista, sceneggiatore e produttore cinematografico russo (n. 1899)
- 12 febbraio - Concetto Marchesi, politico e latinista italiano (n. 1878)
- 13 febbraio - Giuseppe Petrelli, missionario italiano (n. 1876)
- 14 febbraio - Carlo Bonardi, avvocato, politico e saggista italiano (n. 1877)
- 14 febbraio - Erich Ponto, attore e regista tedesco (n. 1884)
- 15 febbraio - Arturo Loria, scrittore italiano (n. 1902)
- 15 febbraio - Elisa Salerno, giornalista e scrittrice italiana (n. 1873)
- 16 febbraio - Józef Hofmann, pianista e compositore polacco (n. 1876)
- 16 febbraio - Leslie Hore-Belisha, politico britannico (n. 1893)
- 16 febbraio - Siegfried Marck, filosofo e politico tedesco (n. 1889)
- 16 febbraio - John Sealy Townsend, fisico britannico (n. 1868)
- 17 febbraio - Wilfrid Crabtree, calciatore britannico (n. 1885)
- 18 febbraio - Mario Corti, violinista e compositore italiano (n. 1882)
- 18 febbraio - Dedan Kimathi, rivoluzionario keniano (n. 1920)
- 18 febbraio - Henry Norris Russell, astronomo statunitense (n. 1877)
- 19 febbraio - Chino Chini, pittore e decoratore italiano (n. 1870)
- 19 febbraio - Maurice Garin, ciclista su strada e pistard italiano (n. 1871)
- 19 febbraio - Percy Hobart, generale britannico (n. 1885)
- 19 febbraio - Porfírio Pardal Monteiro, architetto portoghese (n. 1897)
- 19 febbraio - Märta Torén, attrice svedese (n. 1925)
- 20 febbraio - Jorge Sarmiento, calciatore peruviano (n. 1900)
- 20 febbraio - Francesco Soldera, calciatore italiano (n. 1892)
- 21 febbraio - Saverio Patrizi, esploratore, entomologo e speleologo italiano (n. 1902)
- 21 febbraio - Marguerite Sylva, mezzosoprano belga (n. 1875)
- 22 febbraio - Theodore Reed, regista, produttore cinematografico e attore statunitense (n. 1887)
- 22 febbraio - Viktor Smeds, ginnasta e dirigente sportivo finlandese (n. 1885)
- 22 febbraio - Paul Trappen, sollevatore, lottatore e strongman tedesco (n. 1887)
- 24 febbraio - Memo Benassi, attore italiano (n. 1891)
- 24 febbraio - Vincenzo Collura, mafioso italiano (n. 1898)
- 25 febbraio - Ada Cristina Almirante, attrice italiana (n. 1884)
- 25 febbraio - Bruno Giacconi, militare, tiratore a volo e politico italiano (n. 1889)
- 26 febbraio - Roger Vercel, scrittore francese (n. 1894)
- 27 febbraio - Ferdinando Giuseppe Giuli Rosselmini Gualandi, politico italiano (n. 1869)
- 27 febbraio - Giulietta Gordigiani, cantante lirica e pianista italiana (n. 1871)
- 27 febbraio - Ernst Kris, storico dell'arte e psicoanalista austriaco (n. 1900)

## Marzo(79)
- 1º marzo - Jorge Pacheco, calciatore e allenatore di calcio uruguaiano (n. 1889)
- 2 marzo - Augusto Sartori, pittore e insegnante svizzero (n. 1880)
- 2 marzo - Eufrasio M. Spreafico, religioso italiano (n. 1887)
- 3 marzo - Antioco Casula, poeta italiano (n. 1878)
- 3 marzo - Raffaello Celommi, pittore italiano (n. 1881)
- 3 marzo - Manning Haynes, regista e attore britannico (n. 1889)
- 3 marzo - Amelie Posse, scrittrice, giornalista e pianista svedese (n. 1884)
- 4 marzo - Larbi Ben M'hidi, rivoluzionario algerino (n. 1923)
- 4 marzo - Elisabetta Maria di Baviera, nobile tedesca (n. 1874)
- 5 marzo - Karl Hanisch, schermidore austriaco (n. 1900)
- 5 marzo - William Cameron Menzies, scenografo, regista e produttore cinematografico statunitense (n. 1896)
- 6 marzo - Giovanni Battista Biavaschi, politico italiano (n. 1878)
- 6 marzo - Alexander Godley, generale britannico (n. 1867)
- 6 marzo - Constantin Rădulescu-Motru, politico e filosofo rumeno (n. 1868)
- 7 marzo - Wyndham Lewis, pittore e scrittore britannico (n. 1882)
- 8 marzo - Birger Dahlerus, imprenditore e diplomatico svedese (n. 1891)
- 8 marzo - Raymond Fénard, ammiraglio francese (n. 1887)
- 8 marzo - Adolfo Ravà, giurista italiano (n. 1879)
- 8 marzo - Othmar Schoeck, compositore e direttore d'orchestra svizzero (n. 1886)
- 9 marzo - Angelo Belloni, militare italiano (n. 1882)
- 9 marzo - Filippo Sibirani, matematico italiano (n. 1880)
- 9 marzo - Luigi Suali, indologo, filologo e glottologo italiano (n. 1881)
- 10 marzo - Bamba Duleep Singh, principessa (n. 1869)
- 10 marzo - Piero Belli, giornalista e scrittore italiano (n. 1882)
- 10 marzo - Vincenzo Selvaggi, giornalista e politico italiano (n. 1913)
- 11 marzo - Richard Evelyn Byrd, ammiraglio e esploratore statunitense (n. 1888)
- 11 marzo - Giovanni Conti, politico italiano (n. 1882)
- 12 marzo - Josephine Hull, attrice statunitense (n. 1877)
- 12 marzo - John Middleton Murry, scrittore, giornalista e critico letterario inglese (n. 1889)
- 12 marzo - Jack Ridley, aviatore e ufficiale statunitense (n. 1915)
- 12 marzo - Paolo Zappa, giornalista e scrittore italiano (n. 1899)
- 13 marzo - George Allison, giornalista e allenatore di calcio inglese (n. 1883)
- 13 marzo - Lena Ashwell, attrice e manager inglese (n. 1872)
- 13 marzo - Paul Bildt, attore tedesco (n. 1885)
- 13 marzo - Vasilij Akimovič Charlamov, politico russo (n. 1875)
- 13 marzo - José Antonio Echeverría, rivoluzionario cubano (n. 1932)
- 13 marzo - Ernst Nobs, politico svizzero (n. 1886)
- 13 marzo - Elena Vladimirovna Romanova, nobile russa (n. 1882)
- 14 marzo - Bob Burns, attore statunitense (n. 1884)
- 14 marzo - Eugenio Castellotti, pilota automobilistico italiano (n. 1930)
- 14 marzo - Evagoras Pallikarides, guerrigliero e poeta cipriota (n. 1938)
- 15 marzo - Niels Drustrup, militare statunitense (n. 1876)
- 15 marzo - Rudolf Kasztner, giornalista e avvocato ungherese (n. 1906)
- 15 marzo - Moša Pijade, politico, partigiano e antifascista jugoslavo (n. 1890)
- 16 marzo - Constantin Brâncuși, scultore romeno (n. 1876)
- 17 marzo - Matilde Festa, pittrice italiana (n. 1890)
- 17 marzo - Yves Mirande, commediografo, sceneggiatore e regista francese (n. 1876)
- 17 marzo - Henry Sigerist, storico della scienza svizzero (n. 1891)
- 17 marzo - Ramon Magsaysay, politico filippino (n. 1907)
- 18 marzo - Luigi Teresio Cavallo, politico italiano (n. 1883)
- 18 marzo - Giovanni Modugno, pedagogista italiano (n. 1880)
- 18 marzo - Paolo Vinassa de Regny, geologo e paleontologo italiano (n. 1871)
- 20 marzo - Nello Beccari, biologo italiano (n. 1883)
- 20 marzo - Edna Woolman Chase, editrice statunitense (n. 1877)
- 21 marzo - Orlando Bridgeman, V conte di Bradford, politico britannico (n. 1873)
- 21 marzo - Adolfo Leoncini, generale italiano (n. 1867)
- 21 marzo - Charles Kay Ogden, scrittore e linguista inglese (n. 1889)
- 21 marzo - Otto Reiser, calciatore tedesco (n. 1884)
- 23 marzo - Patrick Abercrombie, architetto e urbanista inglese (n. 1879)
- 23 marzo - Giulio Cesare Uccellini, educatore italiano (n. 1904)
- 24 marzo - Giuseppe Rossi, militare e imprenditore italiano (n. 1881)
- 25 marzo - Pasquale Almerico, politico italiano (n. 1914)
- 25 marzo - Max Ophüls, regista e sceneggiatore tedesco (n. 1902)
- 26 marzo - Édouard Herriot, politico francese (n. 1872)
- 26 marzo - Modesto Panetti, ingegnere aeronautico e politico italiano (n. 1875)
- 26 marzo - William Wurtenburg, giocatore di football americano statunitense (n. 1863)
- 27 marzo - Laura Gore, attrice italiana (n. 1918)
- 28 marzo - Isaia Baldrati, botanico e agronomo italiano (n. 1872)
- 28 marzo - Christopher Morley, scrittore statunitense (n. 1890)
- 28 marzo - Gheorghe Tătărescu, politico rumeno (n. 1886)
- 28 marzo - Jack Butler Yeats, pittore irlandese (n. 1871)
- 29 marzo - Gino Capriolo, drammaturgo italiano (n. 1905)
- 29 marzo - Joyce Cary, scrittore irlandese (n. 1888)
- 29 marzo - Edmond Crahay, schermidore belga (n. 1883)
- 29 marzo - Naima Sahlbom, chimica svedese (n. 1871)
- 30 marzo - Max Amann, editore, politico e generale tedesco (n. 1891)
- 30 marzo - Konstantin Konstantinovič Judin, regista cinematografico sovietico (n. 1896)
- 31 marzo - Alessandro Dudan, politico, storico dell'arte e nobile italiano (n. 1883)
- 31 marzo - Gene Lockhart, attore, cantante e compositore canadese (n. 1891)

## Aprile(61)
- 2 aprile - Nina E. Allender, attivista e artista statunitense (n. 1873)
- 2 aprile - Louis Martin, pallanuotista e nuotatore francese (n. 1875)
- 3 aprile - Alphonse Charpiot, ciclista su strada francese (n. 1879)
- 3 aprile - Pëtr Isakov, allenatore di calcio, calciatore e arbitro di calcio sovietico (n. 1900)
- 3 aprile - Kokei Kobayashi, pittore giapponese (n. 1883)
- 3 aprile - Hans Reinl, alpinista, ingegnere e politico austriaco (n. 1880)
- 3 aprile - Ned Sparks, attore canadese (n. 1883)
- 6 aprile - Salvatore Del Bene, vescovo cattolico italiano (n. 1880)
- 6 aprile - Pierina Morosini, beata italiana (n. 1931)
- 6 aprile - Francesco Rota, imprenditore e politico italiano (n. 1870)
- 7 aprile - Rudolf Schmidt, generale tedesco (n. 1886)
- 8 aprile - Dorothy Sebastian, attrice statunitense (n. 1903)
- 8 aprile - Pedro Segura y Sáenz, cardinale e arcivescovo cattolico spagnolo (n. 1880)
- 8 aprile - Sten Selander, scrittore, botanico e biologo svedese (n. 1891)
- 9 aprile - Gaetano De Sanctis, storico, politico e antifascista italiano (n. 1870)
- 9 aprile - Adolfo Magrini, pittore, illustratore e scenografo italiano (n. 1874)
- 9 aprile - Pedro Opazo, politico cileno (n. 1876)
- 10 aprile - Raffaele De Grada, pittore italiano (n. 1885)
- 11 aprile - Freeman Wills Crofts, scrittore irlandese (n. 1879)
- 11 aprile - Lorenzo Giusso, filosofo italiano (n. 1899)
- 12 aprile - Alexandre Fayollat, mezzofondista francese (n. 1889)
- 12 aprile - Norman Whitley, giocatore di lacrosse britannico (n. 1883)
- 13 aprile - George Hamilton-Gordon, II barone Stanmore, politico scozzese (n. 1871)
- 13 aprile - Gaetano Pieraccini, medico e politico italiano (n. 1864)
- 13 aprile - Richard Riemerschmid, architetto tedesco (n. 1868)
- 14 aprile - Juan Vázquez Tenreiro, calciatore e allenatore di calcio spagnolo (n. 1912)
- 15 aprile - Pedro Infante, cantante e attore messicano (n. 1917)
- 15 aprile - Fredrik Rosencrantz, cavaliere svedese (n. 1879)
- 15 aprile - Alessandra Vittoria di Schleswig-Holstein-Sonderburg-Glücksburg, principessa (n. 1887)
- 16 aprile - Bernard Knubel, pistard tedesco (n. 1872)
- 16 aprile - Vincenzo Manzini, giurista italiano (n. 1872)
- 16 aprile - Mario Piacenza, alpinista, etnologo e esploratore italiano (n. 1884)
- 16 aprile - Johnny Torrio, mafioso italiano (n. 1882)
- 17 aprile - Pompeo Ghezzi, arcivescovo cattolico italiano (n. 1869)
- 17 aprile - József Ónody, nuotatore ungherese (n. 1882)
- 17 aprile - Vittorio Ruggero, generale italiano (n. 1890)
- 18 aprile - Huug de Groot, calciatore olandese (n. 1890)
- 18 aprile - Archie Robertson, mezzofondista e siepista britannico (n. 1879)
- 18 aprile - Gaetano Tedeschi dell'Annunziata, politico e produttore cinematografico italiano (n. 1890)
- 22 aprile - Alfredo Gollini, ginnasta italiano (n. 1881)
- 23 aprile - Roy Campbell, poeta e scrittore sudafricano (n. 1901)
- 23 aprile - Guido Fantoni, fumettista italiano (n. 1892)
- 23 aprile - Ernest Miller, direttore della fotografia statunitense (n. 1885)
- 23 aprile - Alfred von Radio-Radhis, alpinista, imprenditore e saggista austriaco (n. 1875)
- 24 aprile - Andries Cornelis Dirk de Graeff, politico olandese (n. 1872)
- 24 aprile - Maria Elisabeth Hesselblad, religiosa svedese (n. 1870)
- 25 aprile - Chino Ermacora, scrittore italiano (n. 1894)
- 25 aprile - Pasquale Sandicchi, diplomatico e politico italiano (n. 1868)
- 25 aprile - Abdullah bin Jassim al-Thani, sovrano qatariota (n. 1880)
- 26 aprile - Elinor Fair, attrice statunitense (n. 1903)
- 26 aprile - Gichin Funakoshi, karateka e maestro di karate giapponese (n. 1868)
- 27 aprile - Giovanni Desperati, chimico e falsario italiano (n. 1884)
- 28 aprile - Frieda Fromm-Reichmann, psichiatra tedesca (n. 1889)
- 28 aprile - Ferenc Hirzer, calciatore e allenatore di calcio ungherese (n. 1902)
- 28 aprile - Genaro Salinas, tenore messicano (n. 1918)
- 29 aprile - Heinrich von Ficker, meteorologo, geofisico e alpinista austriaco (n. 1881)
- 29 aprile - Itala Mela, mistica, teologa e religiosa italiana (n. 1904)
- 29 aprile - Lucien Pothier, ciclista su strada francese (n. 1883)
- 29 aprile - Nicolò Schirò, mafioso italiano (n. 1872)
- 30 aprile - Jacques Souriau, illustratore e fumettista francese (n. 1886)
- 30 aprile - Clarence Walker, pugile sudafricano (n. 1898)

## Maggio(76)
- 1º maggio - Pietro Beretta, imprenditore italiano (n. 1870)
- 1º maggio - Lionello Matteucci, politico italiano (n. 1894)
- 1º maggio - Grant Mitchell, attore statunitense (n. 1874)
- 2 maggio - Doran Cox, regista statunitense (n. 1881)
- 2 maggio - Joseph McCarthy, politico statunitense (n. 1908)
- 3 maggio - Albert Béguin, critico letterario e traduttore svizzero (n. 1901)
- 3 maggio - Luigi Scaravelli, filosofo italiano (n. 1894)
- 3 maggio - Anne Schaefer, attrice statunitense (n. 1870)
- 4 maggio - Gé Fortgens, calciatore olandese (n. 1887)
- 4 maggio - Katie Johnson, attrice britannica (n. 1878)
- 4 maggio - Erich Scheurmann, scrittore e pittore tedesco (n. 1878)
- 5 maggio - Ugo Gallo, ispanista, traduttore e poeta italiano (n. 1905)
- 5 maggio - Michail Fabianovič Gnesin, compositore russo (n. 1883)
- 5 maggio - Joseph W. Kennedy, chimico statunitense (n. 1916)
- 5 maggio - Georges Lorgeou, ciclista su strada francese (n. 1883)
- 5 maggio - Leopold Löwenheim, logico e matematico tedesco (n. 1878)
- 6 maggio - Eusebio Petetti, architetto italiano (n. 1882)
- 6 maggio - Lucio Tasca, imprenditore e politico italiano (n. 1880)
- 7 maggio - Zenón Noriega Agüero, generale e politico peruviano (n. 1900)
- 7 maggio - Wilhelm Filchner, geografo, esploratore e scrittore tedesco (n. 1877)
- 7 maggio - Arnold van Gennep, antropologo francese (n. 1873)
- 7 maggio - Charles King, attore statunitense (n. 1895)
- 7 maggio - Giancarlo Vallauri, ingegnere, ammiraglio e docente italiano (n. 1882)
- 8 maggio - Fernando Canestrelli, calciatore italiano (n. 1898)
- 8 maggio - Sandra Milowanoff, attrice russa (n. 1892)
- 8 maggio - Jan Sluijters, pittore olandese (n. 1881)
- 9 maggio - Heinrich Campendonk, pittore tedesco (n. 1889)
- 9 maggio - Taurino Parvis, baritono italiano (n. 1879)
- 9 maggio - Ezio Pinza, basso italiano (n. 1892)
- 10 maggio - Guido Ascoli, matematico italiano (n. 1887)
- 10 maggio - Kurt von Tippelskirch, generale tedesco (n. 1891)
- 10 maggio - Annie Turnbo Malone, imprenditrice, inventrice e filantropa statunitense (n. 1877)
- 11 maggio - Heinrich Müller, calciatore e allenatore di calcio svizzero (n. 1888)
- 11 maggio - Théophile de Donder, matematico e fisico belga (n. 1872)
- 12 maggio - Alfonso de Portago, pilota automobilistico e bobbista spagnolo (n. 1928)
- 12 maggio - Guillermo Saavedra, calciatore cileno (n. 1903)
- 12 maggio - Stefan I di Bulgaria, vescovo ortodosso e teologo bulgaro (n. 1878)
- 12 maggio - Erich von Stroheim, attore, regista e sceneggiatore austriaco (n. 1885)
- 13 maggio - Georges Detreille, ciclista su strada francese (n. 1893)
- 13 maggio - Makonnen Hailé Selassié, principe etiope (n. 1923)
- 13 maggio - Ottone Rosai, pittore italiano (n. 1895)
- 14 maggio - Camil Petrescu, scrittore e filosofo rumeno (n. 1894)
- 14 maggio - Marie Vassilieff, pittrice e scultrice russa (n. 1884)
- 14 maggio - Guido Zucchini, ingegnere e storico dell'arte italiano (n. 1882)
- 15 maggio - Keith Andrews, pilota automobilistico statunitense (n. 1920)
- 16 maggio - Dick Irvin, hockeista su ghiaccio e allenatore di hockey su ghiaccio canadese (n. 1892)
- 16 maggio - Eliot Ness, poliziotto statunitense (n. 1903)
- 17 maggio - Johnny Joyce, mezzofondista statunitense (n. 1876)
- 19 maggio - Alice Milliat, nuotatrice, canoista e dirigente sportiva francese (n. 1884)
- 20 maggio - Gilbert Murray, grecista e traduttore australiano (n. 1866)
- 20 maggio - Penrhyn Stanlaws, illustratore e regista statunitense (n. 1877)
- 20 maggio - David Thompson, attore statunitense (n. 1884)
- 21 maggio - Victor Arménise, direttore della fotografia italiano (n. 1896)
- 21 maggio - Aleksandr Vertinskij, cantante, poeta e attore russo (n. 1889)
- 21 maggio - Ugolino della Gherardesca, imprenditore e politico italiano (n. 1874)
- 22 maggio - George Bacovia, poeta romeno (n. 1881)
- 24 maggio - Deolinda do Carmo Salvado da Conceição, scrittrice e giornalista portoghese (n. 1913)
- 24 maggio - Alessio De Bon, archeologo italiano (n. 1898)
- 25 maggio - Budd Goodwin, pallanuotista, nuotatore e tuffatore statunitense (n. 1883)
- 25 maggio - Giovanni Jacono, arcivescovo cattolico italiano (n. 1873)
- 25 maggio - Gyula Mészáros, etnografo e turcologo ungherese (n. 1883)
- 25 maggio - Anna Pankratova, storica e educatrice sovietica (n. 1879)
- 25 maggio - Matti Raivio, fondista finlandese (n. 1893)
- 25 maggio - Teresa Łubieńska, partigiana polacca (n. 1884)
- 27 maggio - Giovanni Cavasin, allenatore di calcio e calciatore italiano (n. 1912)
- 27 maggio - Julia Neilson, attrice e direttrice teatrale inglese (n. 1868)
- 29 maggio - Olga Vittoria Gentilli, attrice italiana (n. 1888)
- 29 maggio - Herbert Lang, zoologo tedesco (n. 1879)
- 29 maggio - James Whale, regista britannico (n. 1889)
- 29 maggio - Paul Wing, attore statunitense (n. 1892)
- 30 maggio - Anteo Carapezzi, ciclista su strada, pistard e dirigente sportivo italiano (n. 1876)
- 30 maggio - Piero Carini, pilota automobilistico italiano (n. 1921)
- 30 maggio - Soava Gallone, attrice e sceneggiatrice polacca (n. 1880)
- 30 maggio - Emilio Giglioli, generale italiano (n. 1888)
- 31 maggio - Johnny Kilbane, pugile statunitense (n. 1889)
- 31 maggio - Leopold Staff, poeta e filosofo polacco (n. 1878)

## Giugno(63)
- 1º giugno - Mario Bianchini, pugile italiano (n. 1911)
- 1º giugno - Luisa Casati, nobildonna e collezionista d'arte italiana (n. 1881)
- 1º giugno - Russell Hicks, attore statunitense (n. 1895)
- 2 giugno - Gaetano Quagliariello, biochimico e politico italiano (n. 1883)
- 3 giugno - Silvio Barbieri, imprenditore e dirigente sportivo italiano (n. 1883)
- 4 giugno - Teruhiko Kobayashi, aviatore e militare giapponese (n. 1920)
- 5 giugno - Frances Densmore, etnografa e etnomusicologa statunitense (n. 1867)
- 5 giugno - Luigi Salvini, slavista, critico letterario e traduttore italiano (n. 1911)
- 6 giugno - Juan Luis Beigbeder, generale e politico spagnolo (n. 1888)
- 6 giugno - José Buruca, calciatore argentino (n. 1884)
- 6 giugno - Leo Pollini, scrittore, poeta e storico italiano (n. 1891)
- 9 giugno - Ferdinand Frithum, allenatore di calcio e calciatore austriaco (n. 1891)
- 10 giugno - Sholem Asch, scrittore, drammaturgo e saggista polacco (n. 1880)
- 10 giugno - Giuseppe Fusco, avvocato e politico italiano (n. 1885)
- 10 giugno - Volmar Wikström, lottatore finlandese (n. 1889)
- 11 giugno - Hughie Gallacher, calciatore scozzese (n. 1903)
- 11 giugno - Vieri Nannetti, artista, scrittore e pittore italiano (n. 1895)
- 12 giugno - Robert Alton, danzatore, coreografo e regista statunitense (n. 1906)
- 12 giugno - Alfredo Coppola, psichiatra e neurologo italiano (n. 1888)
- 12 giugno - Jimmy Dorsey, clarinettista e sassofonista statunitense (n. 1904)
- 12 giugno - Peggy Hopkins Joyce, attrice statunitense (n. 1893)
- 13 giugno - Irving Baxter, altista, astista e lunghista statunitense (n. 1876)
- 13 giugno - Sam Benson, costumista statunitense (n. 1886)
- 13 giugno - Carl Bonde, cavaliere svedese (n. 1872)
- 13 giugno - Manlio Giarrizzo, pittore italiano (n. 1896)
- 14 giugno - Nico Bouvij, calciatore olandese (n. 1892)
- 14 giugno - Holmes Zimmermann, attore tedesco (n. 1900)
- 15 giugno - Silvio Frigerio, calciatore italiano (n. 1890)
- 15 giugno - Norina Matchabelli, attrice italiana (n. 1880)
- 16 giugno - Pat Kennedy, arbitro di pallacanestro statunitense (n. 1908)
- 16 giugno - John A. Moroso, scrittore e sceneggiatore statunitense (n. 1874)
- 16 giugno - Mario Rubinato, calciatore italiano (n. 1897)
- 17 giugno - Wedgewood Nowell, attore, compositore e sceneggiatore statunitense (n. 1878)
- 17 giugno - Esmé Percy, attore e regista britannico (n. 1887)
- 17 giugno - Dorothy Richardson, scrittrice inglese (n. 1873)
- 17 giugno - Frank Scalice, mafioso italiano (n. 1893)
- 18 giugno - Carlo Celada, ginnasta italiano (n. 1884)
- 19 giugno - Karl Plagge, militare tedesco (n. 1897)
- 20 giugno - Fortunato Longo, scultore italiano (n. 1884)
- 21 giugno - Maurice Audin, matematico francese (n. 1932)
- 21 giugno - Claude Farrère, scrittore francese (n. 1876)
- 21 giugno - Donald MacBride, attore statunitense (n. 1893)
- 21 giugno - Kay Nielsen, illustratore danese (n. 1886)
- 21 giugno - Johannes Stark, fisico tedesco (n. 1874)
- 22 giugno - Carlo Capelli, calciatore italiano (n. 1892)
- 23 giugno - Ignazio Aphram I Barsoum, siro (n. 1887)
- 24 giugno - Raffaele Caporali, politico italiano (n. 1868)
- 24 giugno - Luigi Di Lella, prefetto e politico italiano (n. 1869)
- 24 giugno - Epimenio Giannico, vescovo cattolico italiano (n. 1891)
- 24 giugno - František Kupka, pittore ceco (n. 1871)
- 24 giugno - Attilio Sassi, sindacalista e anarchico italiano (n. 1876)
- 25 giugno - Giacomo De Martino, nobile, diplomatico e politico italiano (n. 1868)
- 26 giugno - Alfred Döblin, scrittore, drammaturgo e psichiatra tedesco (n. 1878)
- 27 giugno - Hermann Buhl, alpinista austriaco (n. 1924)
- 27 giugno - Giuseppe De Lorenzo, geografo, geologo e politico italiano (n. 1871)
- 27 giugno - Pasquale Improta, politico, imprenditore e avvocato italiano (n. 1885)
- 27 giugno - Vittorio Lombardi, alpinista, imprenditore e mecenate italiano (n. 1893)
- 27 giugno - Malcolm Lowry, scrittore britannico (n. 1909)
- 27 giugno - Mamoru Shigemitsu, politico e diplomatico giapponese (n. 1887)
- 28 giugno - Charles Seltman, storico, numismatico e archeologo britannico (n. 1886)
- 29 giugno - Sidney Godley, militare britannico (n. 1889)
- 30 giugno - Johann Rattenhuber, poliziotto e generale tedesco (n. 1897)
- 30 giugno - Gyokudō Kawai, pittore giapponese (n. 1873)

## Luglio(76)
- 1º luglio - August Euler, aviatore tedesco (n. 1868)
- 1º luglio - Pietro Lissia, magistrato e politico italiano (n. 1877)
- 1º luglio - Walter Gordon Wilson, ingegnere irlandese (n. 1874)
- 2 luglio - Grete Diercks, attrice tedesca (n. 1882)
- 2 luglio - Robert Hennet, schermidore belga (n. 1886)
- 2 luglio - Ibrahim Orabi, lottatore egiziano (n. 1912)
- 3 luglio - Alberto Mario Bedarida, matematico italiano (n. 1890)
- 3 luglio - Ruggero Dondé, scultore italiano (n. 1878)
- 3 luglio - Rosina Ferrario, aviatrice italiana (n. 1888)
- 3 luglio - Frederick Lindemann, fisico britannico (n. 1886)
- 3 luglio - Piero Massoni, aviatore e militare italiano (n. 1896)
- 3 luglio - Judy Tyler, attrice e ballerina statunitense (n. 1932)
- 4 luglio - Maria Crocifissa Curcio, religiosa italiana (n. 1877)
- 4 luglio - Emilio Giassetti, cestista e allenatore di pallacanestro italiano (n. 1906)
- 6 luglio - Roberto Colombo, pilota motociclistico italiano (n. 1927)
- 6 luglio - Guido Sola Titetto, partigiano e politico italiano (n. 1903)
- 7 luglio - José Agosto, calciatore argentino (n. 1914)
- 8 luglio - Grace Anna Coolidge, first lady statunitense (n. 1879)
- 8 luglio - Constance Grosvenor, nobildonna inglese (n. 1875)
- 9 luglio - Elena Ivanovna Barulina, botanica e genetista sovietica (n. 1895)
- 9 luglio - André Chevrillon, scrittore francese (n. 1864)
- 9 luglio - Émile-Georges Drigny, nuotatore e pallanuotista francese (n. 1883)
- 10 luglio - Teresa Battaggi, ballerina e coreografa italiana (n. 1890)
- 10 luglio - Ernesto Chaparro, calciatore cileno (n. 1901)
- 10 luglio - Walter Jakobsson, pattinatore artistico su ghiaccio finlandese (n. 1882)
- 11 luglio - Aga Khan III, imam pakistano (n. 1877)
- 11 luglio - Vincenzo Dapino, generale italiano (n. 1891)
- 11 luglio - Walter Nausch, allenatore di calcio e calciatore austriaco (n. 1907)
- 11 luglio - Óscar Guillermo Rossi, calciatore argentino (n. 1931)
- 11 luglio - Fernanda Wittgens, critica d'arte, storica dell'arte e museologa italiana (n. 1903)
- 11 luglio - Bedřich Šupčík, ginnasta cecoslovacco (n. 1898)
- 12 luglio - Andreas Breynk, calciatore tedesco (n. 1888)
- 12 luglio - Jack Broderick, giocatore di lacrosse canadese (n. 1875)
- 12 luglio - Vittorio Lazzarini, paleografo italiano (n. 1866)
- 12 luglio - James Vincent, attore e regista statunitense (n. 1882)
- 14 luglio - Herbert MacKay-Fraser, pilota automobilistico statunitense (n. 1927)
- 14 luglio - Bill Whitehouse, pilota automobilistico britannico (n. 1909)
- 15 luglio - George Cleveland, attore canadese (n. 1885)
- 15 luglio - James M. Cox, politico statunitense (n. 1870)
- 15 luglio - Alfred Peterly, calciatore svizzero (n. 1890)
- 15 luglio - Michel Roux-Spitz, architetto francese (n. 1888)
- 15 luglio - Willy de Vos, calciatore olandese (n. 1880)
- 16 luglio - Serge Chaloff, sassofonista statunitense (n. 1923)
- 17 luglio - Alessio Issupoff, pittore russo (n. 1889)
- 18 luglio - Alberto Barberis, compositore italiano (n. 1920)
- 18 luglio - Giuseppe Bonavolontà, musicista, compositore e paroliere italiano (n. 1886)
- 19 luglio - Gabriele Amico Valenti, avvocato e politico italiano (n. 1899)
- 19 luglio - Jacob Goedecker, ingegnere tedesco (n. 1882)
- 19 luglio - Curzio Malaparte, scrittore, giornalista e militare italiano (n. 1898)
- 20 luglio - Egidio Fazio, politico e partigiano italiano (n. 1872)
- 20 luglio - Jean de Pange, storico e scrittore francese (n. 1881)
- 21 luglio - Jean Bérard, storico e archeologo francese (n. 1908)
- 21 luglio - James Reynolds, scrittore, pittore e illustratore statunitense (n. 1891)
- 22 luglio - Antonio Banfi, filosofo, politico e critico letterario italiano (n. 1886)
- 22 luglio - Luigi Gelati, calciatore italiano (n. 1901)
- 23 luglio - Carlo Geloso, generale italiano (n. 1879)
- 23 luglio - Alice Montagu, nobildonna inglese (n. 1862)
- 23 luglio - Knute Rahm, attore svedese (n. 1876)
- 23 luglio - Giuseppe Tomasi di Lampedusa, nobile e scrittore italiano (n. 1896)
- 24 luglio - Sacha Guitry, attore, regista e sceneggiatore francese (n. 1885)
- 26 luglio - Carlos Castillo Armas, politico e militare guatemalteco (n. 1914)
- 26 luglio - Dino Giannotti, medico e scrittore italiano (n. 1889)
- 28 luglio - René-Léon Bourret, geologo e zoologo francese (n. 1884)
- 28 luglio - Mike O'Dowd, pugile statunitense (n. 1895)
- 29 luglio - Ricardo Rojas, scrittore, drammaturgo e storico argentino (n. 1882)
- 30 luglio - Silvestro Baglioni, fisiologo e politico italiano (n. 1876)
- 30 luglio - Charles E. Bowles, politico statunitense (n. 1884)
- 30 luglio - Mario Cocchi, pittore italiano (n. 1898)
- 30 luglio - Hellmuth von Mücke, scrittore e ufficiale tedesco (n. 1881)
- 30 luglio - Frank Isaac País García, rivoluzionario cubano (n. 1934)
- 30 luglio - Alvin Wyckoff, direttore della fotografia statunitense (n. 1877)
- 31 luglio - Sem Dresden, compositore olandese (n. 1881)
- 31 luglio - Quirino Majorana, fisico italiano (n. 1871)
- 31 luglio - Juan Perinetti, calciatore e dirigente sportivo argentino (n. 1891)
- 31 luglio - Guido Trento, attore italiano (n. 1892)
- 31 luglio - Pavel Fëdorovič Čeliščev, pittore, costumista e scenografo russo (n. 1898)

## Agosto(61)
- 2 agosto - Georges Hébert, insegnante francese (n. 1875)
- 2 agosto - Ubaldo Magnavacca, pittore, incisore e scultore italiano (n. 1885)
- 2 agosto - Joe Shulman, contrabbassista statunitense (n. 1923)
- 3 agosto - Devdas Gandhi, attivista e giornalista indiano (n. 1900)
- 3 agosto - Chuck Rose, tiratore di fune statunitense (n. 1873)
- 4 agosto - Erville Alderson, attore statunitense (n. 1881)
- 4 agosto - Washington Luís Pereira de Sousa, politico brasiliano (n. 1869)
- 5 agosto - Grigorij Bogemskij, calciatore russo (n. 1895)
- 5 agosto - Heinrich Otto Wieland, chimico tedesco (n. 1877)
- 6 agosto - Ernest Linton, calciatore canadese (n. 1880)
- 7 agosto - Giuseppe Giammarco, politico italiano (n. 1894)
- 7 agosto - Oliver Hardy, attore e comico statunitense (n. 1892)
- 8 agosto - Bill Demko, calciatore statunitense (n. 1895)
- 9 agosto - Emilio Bione, baritono italiano (n. 1882)
- 9 agosto - Carl Clauberg, medico tedesco (n. 1898)
- 9 agosto - Stephan Petróczy, militare e pioniere dell'aviazione austro-ungarico (n. 1874)
- 10 agosto - Alessandro Poss, imprenditore e politico italiano (n. 1876)
- 11 agosto - Norman Boyd Kinnear, zoologo britannico (n. 1882)
- 11 agosto - Rudolf Weigl, biologo polacco (n. 1883)
- 12 agosto - Maurice Gaudefroy-Demombynes, orientalista, arabista e islamista francese (n. 1862)
- 12 agosto - Tim Whelan, regista, sceneggiatore e produttore cinematografico statunitense (n. 1893)
- 12 agosto - Chalky Wright, pugile messicano (n. 1912)
- 13 agosto - Harry Revier, regista, sceneggiatore e produttore cinematografico statunitense (n. 1889)
- 13 agosto - Carl Størmer, matematico e astrofisico norvegese (n. 1874)
- 14 agosto - Pietro De Angelis, fantino italiano (n. 1905)
- 16 agosto - Léon Homo, storico e docente francese (n. 1872)
- 16 agosto - Irving Langmuir, fisico e chimico statunitense (n. 1881)
- 16 agosto - Imre Payer, allenatore di calcio e calciatore ungherese (n. 1888)
- 17 agosto - Mario Albertini, nuotatore italiano (n. 1885)
- 18 agosto - Giovanni Farina, imprenditore italiano (n. 1884)
- 18 agosto - Joseph Ferdinand Gould, scrittore statunitense (n. 1889)
- 18 agosto - Huib Hoste, architetto belga (n. 1881)
- 18 agosto - Gian Noceti Della Casa, compositore e chitarrista italiano (n. 1874)
- 18 agosto - Jacob Schorer, giurista e attivista olandese (n. 1866)
- 18 agosto - Nils Silfverskiöld, ginnasta svedese (n. 1888)
- 19 agosto - David Bomberg, pittore britannico (n. 1890)
- 19 agosto - Guido Morganti, artigiano italiano (n. 1893)
- 19 agosto - Carl-Gustav Arvid Rossby, meteorologo svedese (n. 1898)
- 20 agosto - Edward Evans, I barone Mountevans, ammiraglio e esploratore britannico (n. 1880)
- 20 agosto - Halil Kut, militare ottomano (n. 1881)
- 20 agosto - Émile Laffon, militare francese (n. 1907)
- 21 agosto - Mario Chiattone, architetto e pittore svizzero (n. 1891)
- 21 agosto - Harald Sverdrup, oceanografo e meteorologo norvegese (n. 1888)
- 22 agosto - Richard Delbrück, archeologo tedesco (n. 1875)
- 22 agosto - Edward Joseph Dent, musicologo inglese (n. 1876)
- 22 agosto - Domenico Gariglio, calciatore italiano (n. 1903)
- 22 agosto - Giovanni Mercati, cardinale, bibliotecario e bizantinista italiano (n. 1866)
- 23 agosto - Armando Pescatori, generale italiano (n. 1884)
- 23 agosto - Eugène Schueller, farmacista francese (n. 1881)
- 24 agosto - Fritz Hillebrand, pilota motociclistico tedesco (n. 1917)
- 24 agosto - Ronald Knox, presbitero, teologo e scrittore britannico (n. 1888)
- 24 agosto - Albert Sammons, violinista, compositore e insegnante inglese (n. 1886)
- 24 agosto - Boris Viktorovič Tomaševskij, filologo, critico letterario e slavista russo (n. 1890)
- 25 agosto - Leo Perutz, scrittore e drammaturgo austriaco (n. 1882)
- 25 agosto - Umberto Saba, poeta e scrittore italiano (n. 1883)
- 26 agosto - Joseph Tyrrell, paleontologo e geologo canadese (n. 1858)
- 28 agosto - Craig Rice, scrittrice e sceneggiatrice statunitense (n. 1908)
- 28 agosto - Erik Tuxen, direttore d'orchestra e compositore danese (n. 1902)
- 30 agosto - Harold Charles Gatty, aviatore e scrittore australiano (n. 1903)
- 30 agosto - Josep Lluís Facerías, anarchico e guerrigliero spagnolo (n. 1920)
- 30 agosto - Otto Suhr, politico tedesco (n. 1894)

## Settembre(66)
- 1º settembre - Dennis Brain, cornista britannico (n. 1921)
- 1º settembre - Cesare Giovara, politico e prefetto italiano (n. 1878)
- 1º settembre - Libero Lodolo, calciatore italiano (n. 1903)
- 1º settembre - Wilhelm Nusselt, ingegnere tedesco (n. 1882)
- 2 settembre - Peter Freuchen, esploratore, antropologo e scrittore danese (n. 1886)
- 4 settembre - Marianne Löfgren, attrice svedese (n. 1910)
- 4 settembre - Sofia Adelaide in Baviera, principessa tedesca (n. 1875)
- 4 settembre - Cesare Spellanzon, giornalista e storico italiano (n. 1884)
- 5 settembre - Alfred Maurstad, attore, musicista e regista norvegese (n. 1896)
- 6 settembre - Armando Bertagni, calciatore italiano (n. 1907)
- 6 settembre - Gaetano Salvemini, storico, politico e antifascista italiano (n. 1873)
- 7 settembre - Manlio Rho, pittore italiano (n. 1901)
- 9 settembre - Muhammad al-Muqri, politico marocchino
- 10 settembre - Alberto Casella, commediografo, sceneggiatore e regista italiano (n. 1891)
- 11 settembre - Mary Proctor, scrittrice e docente statunitense (n. 1862)
- 11 settembre - John Svanberg, mezzofondista e maratoneta svedese (n. 1881)
- 11 settembre - Harry Watson, hockeista su ghiaccio canadese (n. 1898)
- 12 settembre - Albert Cobo, politico statunitense (n. 1893)
- 12 settembre - José Lins do Rego, scrittore e sceneggiatore brasiliano (n. 1901)
- 12 settembre - Viktor Ravasz, politico slovacco (n. 1887)
- 12 settembre - Giacomo Rosso, vescovo cattolico italiano (n. 1885)
- 15 settembre - Lee Hill, attore statunitense (n. 1894)
- 16 settembre - Rhea Mitchell, attrice e sceneggiatrice statunitense (n. 1890)
- 16 settembre - Qi Baishi, pittore cinese (n. 1864)
- 17 settembre - Heinrich Balss, zoologo tedesco (n. 1886)
- 17 settembre - José Legarreta, calciatore spagnolo (n. 1903)
- 17 settembre - Eugenio Spiazzi, politico italiano (n. 1887)
- 18 settembre - Giovanni Romeo delle Torrazze, militare e politico italiano (n. 1861)
- 18 settembre - Augusto Genina, regista, sceneggiatore e produttore cinematografico italiano (n. 1892)
- 18 settembre - Augusto Mancini, filologo classico, grecista e politico italiano (n. 1875)
- 18 settembre - Nikolaj Petrovič Ottokar, storico russo (n. 1884)
- 18 settembre - Édouard Wattelier, ciclista su strada e pistard francese (n. 1876)
- 19 settembre - Duilio Carotti, pittore italiano (n. 1911)
- 19 settembre - Reginald Aldworth Daly, geologo canadese (n. 1871)
- 19 settembre - Ignazio Florio jr, imprenditore italiano (n. 1868)
- 19 settembre - Fritz Katzmann, militare tedesco (n. 1906)
- 19 settembre - Edvard Persson, attore, regista e cantante svedese (n. 1888)
- 19 settembre - Alexander von Tunzelmann, navigatore neozelandese (n. 1877)
- 20 settembre - Heino Kaski, compositore e pianista finlandese (n. 1885)
- 20 settembre - Jean Sibelius, compositore e violinista finlandese (n. 1865)
- 21 settembre - Virgilio Giotti, poeta italiano (n. 1885)
- 21 settembre - Robert Lowie, antropologo statunitense (n. 1883)
- 21 settembre - Aldo Vergano, regista e sceneggiatore italiano (n. 1891)
- 22 settembre - Oliver St. John Gogarty, medico, poeta e scrittore irlandese (n. 1878)
- 22 settembre - Raffaele Lettieri, politico italiano (n. 1881)
- 22 settembre - Soemu Toyoda, ammiraglio giapponese (n. 1885)
- 22 settembre - Zhou Xuan, cantante e attrice cinese (n. 1920)
- 24 settembre - Frances Guest, nobildonna inglese (n. 1869)
- 25 settembre - Giuseppe Francesco d'Asburgo-Lorena, principe austriaco (n. 1895)
- 25 settembre - Luigi Mantovani, pittore italiano (n. 1880)
- 26 settembre - Bernardino Branca, imprenditore italiano (n. 1886)
- 26 settembre - Pompeo Coppini, scultore italiano (n. 1870)
- 26 settembre - Max Ludwig, bobbista tedesco (n. 1896)
- 26 settembre - Giovan Battista Raja, avvocato e politico italiano (n. 1884)
- 26 settembre - Karl Patterson Schmidt, zoologo statunitense (n. 1890)
- 27 settembre - Per Helsing, calciatore norvegese (n. 1896)
- 27 settembre - Leo Longanesi, giornalista, scrittore e editore italiano (n. 1905)
- 27 settembre - Demetrio Neyra, calciatore peruviano (n. 1908)
- 27 settembre - Nicolai Rygg, economista norvegese (n. 1872)
- 28 settembre - Alberto Ascoli, patologo e igienista italiano (n. 1877)
- 28 settembre - Antonino Russo Giusti, drammaturgo italiano (n. 1876)
- 29 settembre - Georgi Bagration-Mukhrani, principe georgiano (n. 1884)
- 29 settembre - Ali Ajubovič Gučigov, militare e politico sovietico (n. 1914)
- 30 settembre - Wheeler Dryden, attore e regista britannico (n. 1892)
- 30 settembre - Ugo Giovannozzi, ingegnere italiano (n. 1876)
- 30 settembre - Hjalmar Johansson, nuotatore, tuffatore e lunghista svedese (n. 1874)

## Ottobre(84)
- 1º ottobre - Jacques Fesch, criminale francese (n. 1930)
- 2 ottobre - Luigi Ganna, ciclista su strada e imprenditore italiano (n. 1883)
- 2 ottobre - Leda Gys, attrice italiana (n. 1892)
- 3 ottobre - Walter Duranty, giornalista britannico (n. 1884)
- 3 ottobre - Pietro Grosso, calciatore italiano (n. 1923)
- 3 ottobre - Umberto Ricci, funzionario e politico italiano (n. 1878)
- 3 ottobre - Michele Saba, giornalista e politico italiano (n. 1891)
- 3 ottobre - Lőrinc Szabó, poeta e traduttore ungherese (n. 1900)
- 4 ottobre - Clarence Bruce, III barone Aberdare, nobile e ufficiale inglese (n. 1885)
- 5 ottobre - José Leandro Andrade, calciatore uruguaiano (n. 1901)
- 5 ottobre - Ernesta Bittanti Battisti, giornalista e scrittrice italiana (n. 1871)
- 6 ottobre - Harry Burgess, calciatore inglese (n. 1904)
- 8 ottobre - Ali Ammar, rivoluzionario algerino (n. 1930)
- 8 ottobre - Francesco Caroleo, avvocato e politico italiano (n. 1891)
- 8 ottobre - Bob Fowler, maratoneta statunitense (n. 1882)
- 8 ottobre - Omar Yacef, rivoluzionario algerino (n. 1944)
- 9 ottobre - Hassiba Ben Bouali, rivoluzionaria algerina (n. 1938)
- 9 ottobre - Henry Guest, politico inglese (n. 1874)
- 9 ottobre - Morris Kharasch, chimico ucraino (n. 1895)
- 9 ottobre - Gyula Neukomm, compositore di scacchi ungherese (n. 1892)
- 10 ottobre - Giulia Berna, attivista italiana (n. 1871)
- 10 ottobre - Choe Nam-seon, storico, poeta e editore coreano (n. 1890)
- 10 ottobre - Karl Genzken, generale tedesco (n. 1885)
- 11 ottobre - René Auberjonois, pittore svizzero (n. 1872)
- 11 ottobre - Hans Hagen, allenatore di calcio e calciatore tedesco (n. 1894)
- 11 ottobre - Domenico Menna, arcivescovo cattolico italiano (n. 1875)
- 11 ottobre - József Rády, schermidore ungherese (n. 1884)
- 11 ottobre - Eugenio Testa, attore, regista e produttore cinematografico italiano (n. 1892)
- 12 ottobre - Arie de Jong, linguista, medico e glottoteta olandese (n. 1865)
- 13 ottobre - Erich Auerbach, filologo tedesco (n. 1892)
- 13 ottobre - Charles Scharrès, pianista, compositore e pedagogo belga (n. 1888)
- 14 ottobre - Felice Assennato, politico italiano (n. 1868)
- 14 ottobre - Trentino Bui, calciatore italiano (n. 1915)
- 15 ottobre - Väinö Liikkanen, fondista finlandese (n. 1903)
- 15 ottobre - André Marquis, ammiraglio francese (n. 1883)
- 15 ottobre - Italo Meschi, chitarrista italiano (n. 1887)
- 15 ottobre - Telemaco Ruggeri, regista e attore italiano (n. 1876)
- 16 ottobre - Ralph Benatzky, compositore austriaco (n. 1884)
- 16 ottobre - Giuseppe Pedrazzini, liutaio italiano (n. 1879)
- 17 ottobre - Albert Edward Hall, calciatore inglese (n. 1882)
- 17 ottobre - Avetik Isahakyan, poeta armeno (n. 1875)
- 17 ottobre - Aníbal Paciência, calciatore portoghese (n. 1915)
- 17 ottobre - Ottorino Perrone, politico italiano (n. 1897)
- 18 ottobre - Vitorino Guimarães, politico portoghese (n. 1876)
- 18 ottobre - Pio Vanzi, regista, sceneggiatore e giornalista italiano (n. 1884)
- 18 ottobre - Hüseyin Cahit Yalçın, giornalista, scrittore e politico turco (n. 1874)
- 19 ottobre - Armando Cermignani, pittore, incisore e ceramista italiano (n. 1888)
- 19 ottobre - Vere Gordon Childe, archeologo australiano (n. 1892)
- 19 ottobre - Luigi Galimberti, liutaio italiano (n. 1888)
- 20 ottobre - Jack Buchanan, attore, cantante e regista scozzese (n. 1891)
- 20 ottobre - Giovanni Silva, astronomo e scienziato italiano (n. 1882)
- 21 ottobre - Luigi Borsoi, cestista italiano (n. 1930)
- 21 ottobre - Michalīs Dōrizas, giavellottista, discobolo e pesista greco (n. 1886)
- 22 ottobre - Bok de Korver, calciatore olandese (n. 1883)
- 23 ottobre - Solomon Farley Acree, chimico statunitense (n. 1875)
- 23 ottobre - Frederick Burton, attore statunitense (n. 1871)
- 23 ottobre - Gioacchino De Angelis d'Ossat, geologo e paleontologo italiano (n. 1865)
- 23 ottobre - Armando Fresa, politico e ingegnere italiano (n. 1893)
- 24 ottobre - Christian Dior, stilista e imprenditore francese (n. 1905)
- 24 ottobre - Hans Endrerud, calciatore norvegese (n. 1885)
- 24 ottobre - Adele Lane, attrice statunitense (n. 1877)
- 24 ottobre - René Verriet de Litardière, botanico francese (n. 1888)
- 25 ottobre - Albert Anastasia, mafioso italiano (n. 1902)
- 25 ottobre - Lord Dunsany, scrittore e drammaturgo irlandese (n. 1878)
- 25 ottobre - Giovanni Ferrero, imprenditore italiano (n. 1905)
- 25 ottobre - Naile Sultan, principessa ottomana (n. 1884)
- 25 ottobre - Henry van de Velde, architetto e pittore belga (n. 1863)
- 26 ottobre - Iosif Bartha, calciatore rumeno (n. 1902)
- 26 ottobre - Gerty Theresa Cori, biochimica ceca (n. 1896)
- 26 ottobre - Nikos Kazantzakis, scrittore, poeta e saggista greco (n. 1883)
- 26 ottobre - Henry Augustus Pilsbry, biologo statunitense (n. 1862)
- 26 ottobre - Edward Cecil Tattersall, compositore di scacchi britannico (n. 1877)
- 26 ottobre - Domenico Viglione Borghese, baritono e attore italiano (n. 1877)
- 27 ottobre - Marcel Berré, schermidore belga (n. 1882)
- 27 ottobre - Giovanni Battista Caproni, ingegnere aeronautico, imprenditore e pioniere dell'aviazione italiano (n. 1886)
- 27 ottobre - Giulia Civita Franceschi, educatrice italiana (n. 1870)
- 27 ottobre - Paul Jacobsthal, archeologo e storico dell'arte tedesco (n. 1880)
- 27 ottobre - István Priboj, allenatore di calcio e calciatore ungherese (n. 1894)
- 28 ottobre - Giulio Ermolli, arbitro di calcio e calciatore italiano (n. 1881)
- 28 ottobre - Ernst Gräfenberg, medico tedesco (n. 1881)
- 29 ottobre - Umberto Busani, calciatore italiano (n. 1915)
- 29 ottobre - Miro Gamba, ingegnere italiano (n. 1879)
- 29 ottobre - Louis B. Mayer, produttore cinematografico statunitense (n. 1884)
- 30 ottobre - José Patricio Guggiari, politico paraguaiano (n. 1884)

## Novembre(86)
- 1º novembre - Daniele Angeloni, dirigente sportivo, allenatore di calcio e calciatore italiano (n. 1875)
- 1º novembre - Raffaele Cosentino, regista, commediografo e sceneggiatore italiano (n. 1884)
- 1º novembre - Gustave Lefebvre, egittologo e grecista francese (n. 1879)
- 1º novembre - Giovanni Raicevich, lottatore e attore italiano (n. 1881)
- 1º novembre - Clemente Rebora, presbitero e poeta italiano (n. 1885)
- 1º novembre - Vincenzo Luigi Saitta, avvocato e politico italiano (n. 1876)
- 2 novembre - Georg Asagaroff, regista, attore e sceneggiatore russo (n. 1892)
- 2 novembre - Ted Meredith, mezzofondista e velocista statunitense (n. 1891)
- 2 novembre - Tullio Tamburini, militare italiano (n. 1892)
- 3 novembre - Charles Brabin, regista, sceneggiatore e attore britannico (n. 1882)
- 3 novembre - Giuseppe Di Vittorio, sindacalista, politico e antifascista italiano (n. 1892)
- 3 novembre - Mario Girotti, generale italiano (n. 1885)
- 3 novembre - Wilhelm Reich, medico, psichiatra e psicoanalista austriaco (n. 1897)
- 4 novembre - Joseph Canteloube, compositore e musicologo francese (n. 1879)
- 4 novembre - Shoghi Effendi (n. 1897)
- 4 novembre - Norman Ferguson, animatore e regista statunitense (n. 1902)
- 5 novembre - Guido Moda, allenatore di calcio, arbitro di calcio e calciatore italiano (n. 1885)
- 6 novembre - Isolde Frölian, ginnasta tedesca (n. 1908)
- 6 novembre - Lucien Letailleur, calciatore francese (n. 1885)
- 7 novembre - Hasui Kawase, pittore e disegnatore giapponese (n. 1883)
- 7 novembre - Dina Romano, attrice italiana (n. 1876)
- 7 novembre - George Stapf, ginnasta e multiplista statunitense (n. 1875)
- 7 novembre - Otto Steffen, ginnasta e multiplista statunitense (n. 1874)
- 8 novembre - George Quaintance, pittore, scenografo e fotografo statunitense (n. 1902)
- 9 novembre - Giuseppe Benelli, progettista e imprenditore italiano (n. 1889)
- 9 novembre - Antonio Cosulich, armatore italiano (n. 1875)
- 9 novembre - Peter O'Connor, triplista e lunghista britannico (n. 1872)
- 9 novembre - Ettore Pozzoli, pianista e compositore italiano (n. 1873)
- 9 novembre - Jacques Rouché, direttore teatrale francese (n. 1862)
- 10 novembre - Colin Carruthers, hockeista su ghiaccio britannico (n. 1890)
- 10 novembre - Abdon Maltagliati, politico italiano (n. 1894)
- 10 novembre - Roberto Papini, storico dell'arte e storico dell'architettura italiano (n. 1883)
- 11 novembre - Ugo Amaldi, matematico italiano (n. 1875)
- 11 novembre - Giulio Giglioli, archeologo e politico italiano (n. 1886)
- 11 novembre - Masao Maruyama, generale giapponese (n. 1889)
- 11 novembre - Shi Hui, attore e regista cinese (n. 1915)
- 12 novembre - Alfredo Bambi, attore teatrale e drammaturgo italiano (n. 1878)
- 12 novembre - Fritz Schulz, giurista tedesco (n. 1879)
- 13 novembre - Wilhelmus Bekkers, tiratore di fune olandese (n. 1890)
- 13 novembre - Margherita Confalonieri Belgiojoso, pittrice italiana (n. 1887)
- 13 novembre - Antonín Zápotocký, politico cecoslovacco (n. 1884)
- 14 novembre - Jay McLean, medico statunitense (n. 1890)
- 14 novembre - José Urfé, clarinettista e compositore cubano (n. 1879)
- 14 novembre - Lawrence C. Windom, regista statunitense (n. 1872)
- 15 novembre - Kurt Pettersén, lottatore svedese (n. 1916)
- 16 novembre - Jens Jensen, calciatore danese (n. 1890)
- 16 novembre - József Palotás, lottatore ungherese (n. 1911)
- 17 novembre - Vivian Rich, attrice statunitense (n. 1893)
- 17 novembre - Cora Witherspoon, attrice statunitense (n. 1890)
- 18 novembre - Rudolf Diels, politico e militare tedesco (n. 1900)
- 18 novembre - Jean Lion, imprenditore e partigiano francese (n. 1910)
- 19 novembre - Jack Allen, calciatore inglese (n. 1903)
- 19 novembre - Ego Bianchi, pittore e ceramista italiano (n. 1914)
- 19 novembre - Aud Brindley, cestista statunitense (n. 1923)
- 19 novembre - Karl Jech, calciatore austriaco (n. 1886)
- 20 novembre - Attilio De Cicco, avvocato, diplomatico e politico italiano (n. 1894)
- 20 novembre - Mstislav Valerianovič Dobužinskij, artista russo (n. 1875)
- 20 novembre - Gerard Swope, imprenditore e dirigente d'azienda statunitense (n. 1872)
- 21 novembre - Cary Augustus Hardee, politico statunitense (n. 1876)
- 23 novembre - Elia Abu Madi, poeta libanese (n. 1890)
- 24 novembre - Cesare Meano, poeta, scrittore e regista italiano (n. 1899)
- 24 novembre - Diego Rivera, pittore messicano (n. 1886)
- 24 novembre - Alfred Eckhard Zimmern, storico e politologo britannico (n. 1879)
- 25 novembre - Arnaldo Azzi, generale e politico italiano (n. 1885)
- 25 novembre - Armando Curcio, editore, commediografo e giornalista italiano (n. 1900)
- 25 novembre - George Davis, scrittore inglese (n. 1906)
- 25 novembre - Raymond Griffith, attore, produttore cinematografico e sceneggiatore statunitense (n. 1895)
- 25 novembre - Peter B. Kyne, scrittore e sceneggiatore statunitense (n. 1880)
- 25 novembre - Ernest Oppenheimer, imprenditore sudafricano (n. 1880)
- 25 novembre - Giorgio di Grecia, principe greco (n. 1869)
- 26 novembre - Aleksej Michajlovič Remizov, scrittore russo (n. 1877)
- 26 novembre - Petros Voulgaris, ammiraglio e politico greco (n. 1884)
- 27 novembre - Harold Annison, nuotatore e pallanuotista britannico (n. 1895)
- 27 novembre - Giampiero Murer, calciatore italiano (n. 1897)
- 27 novembre - Adrian Stoop, dirigente sportivo britannico (n. 1883)
- 28 novembre - Juan Giuria, architetto e storico dell'architettura uruguaiano (n. 1880)
- 28 novembre - Alfonso Ollearo, generale italiano (n. 1885)
- 29 novembre - Erich Wolfgang Korngold, compositore austriaco (n. 1897)
- 29 novembre - Chaim Michael Dov Weissmandl, rabbino ungherese (n. 1903)
- 30 novembre - Beniamino Gigli, tenore e attore italiano (n. 1890)
- 30 novembre - Paja Jovanović, pittore serbo (n. 1859)
- 30 novembre - Marija Jurić Zagorka, giornalista, scrittrice e attivista croata (n. 1873)
- 30 novembre - Maffio Maffii, giornalista e scrittore italiano (n. 1881)
- 30 novembre - Adeodato Piazza, cardinale e patriarca cattolico italiano (n. 1884)
- 30 novembre - Fred F. Sears, regista e attore statunitense (n. 1913)
- 30 novembre - Sirio Solazzi, giurista italiano (n. 1875)

## Dicembre(87)
- 1º dicembre - Eugenio Casagrande, pioniere dell'aviazione italiano (n. 1892)
- 1º dicembre - Léonce Quentin, arciere francese (n. 1880)
- 1º dicembre - Magnus Vigrestad, scultore norvegese (n. 1887)
- 1º dicembre - Luciano Zampatti, saltatore con gli sci italiano (n. 1903)
- 2 dicembre - Harrison Ford, attore statunitense (n. 1884)
- 2 dicembre - Leslie Henson, attore teatrale, produttore teatrale e regista britannico (n. 1891)
- 2 dicembre - Edna Marion, attrice statunitense (n. 1906)
- 2 dicembre - Manfred Sakel, neurologo ucraino (n. 1900)
- 2 dicembre - Egidio Storaci, direttore d'orchestra e compositore italiano (n. 1884)
- 3 dicembre - Gustavo Barroso, scrittore, politico e avvocato brasiliano (n. 1888)
- 3 dicembre - Otto Josef von Berndt, generale austro-ungarico (n. 1865)
- 3 dicembre - Raffaele Chiurazzi, poeta italiano (n. 1875)
- 3 dicembre - Ugo Ciancarelli, chimico, dirigente d'azienda e politico italiano (n. 1879)
- 3 dicembre - Ambrogio Fossati, scultore e ebanista italiano (n. 1887)
- 3 dicembre - Marianna Saltini, religiosa italiana (n. 1889)
- 4 dicembre - Lauro Chiazzese, giurista e politico italiano (n. 1903)
- 4 dicembre - José Alves Correia da Silva, vescovo cattolico portoghese (n. 1872)
- 4 dicembre - Naciye Sultan, principessa ottomana (n. 1896)
- 4 dicembre - Arturo Gramajo, bobbista argentino (n. 1897)
- 4 dicembre - John Lavarack, generale e politico australiano (n. 1885)
- 4 dicembre - Linda Murri, italiana (n. 1871)
- 5 dicembre - Evan Gorga, tenore italiano (n. 1865)
- 5 dicembre - Mario Puccini, scrittore italiano (n. 1887)
- 5 dicembre - Gaetano Scavonetti, funzionario e politico italiano (n. 1876)
- 6 dicembre - Adrienne D'Ambricourt, attrice francese (n. 1878)
- 6 dicembre - Brenno Del Giudice, canottiere e architetto italiano (n. 1888)
- 6 dicembre - Robert Esnault-Pelterie, ingegnere francese (n. 1881)
- 6 dicembre - Giovanni Mangiante, ginnasta italiano (n. 1893)
- 6 dicembre - Maurice Peeters, pistard olandese (n. 1882)
- 7 dicembre - Giovanni Sismondo, arcivescovo cattolico italiano (n. 1879)
- 8 dicembre - Grigorij Fedotov, calciatore sovietico (n. 1916)
- 8 dicembre - Joep Packbiers, arciere olandese (n. 1875)
- 8 dicembre - Domenico Schierano, ciclista su strada italiano (n. 1896)
- 8 dicembre - Reginald Sheffield, attore britannico (n. 1901)
- 9 dicembre - Ezio Granelli, imprenditore italiano (n. 1880)
- 9 dicembre - Luciano Magrini, giornalista e politico italiano (n. 1885)
- 10 dicembre - Maurice McLoughlin, tennista statunitense (n. 1890)
- 10 dicembre - Giuseppe Ovio, medico e politico italiano (n. 1863)
- 10 dicembre - Antal Pallavicini, nobile e militare ungherese (n. 1922)
- 11 dicembre - Heinrich Hoffmann, fotografo e politico tedesco (n. 1885)
- 11 dicembre - Musidora, attrice, regista e produttrice cinematografica francese (n. 1889)
- 12 dicembre - Margaret Lygon Russell, baronessa Ampthill, nobildonna inglese (n. 1874)
- 12 dicembre - Pietro Sampietro, compositore, pianista e direttore di banda italiano (n. 1877)
- 13 dicembre - Guido Mussini, politico italiano (n. 1894)
- 13 dicembre - Harcourt Williams, attore e regista inglese (n. 1880)
- 14 dicembre - Josef Lada, grafico e illustratore ceco (n. 1887)
- 14 dicembre - Audun Rusten, nuotatore norvegese (n. 1894)
- 15 dicembre - Alfonso Bedoya, attore messicano (n. 1904)
- 15 dicembre - János Brenner, presbitero ungherese (n. 1931)
- 15 dicembre - Félix Gandéra, attore, commediografo e regista francese (n. 1885)
- 15 dicembre - Maria Antonietta Zanelli, religiosa italiana (n. 1887)
- 16 dicembre - José Nehin, calciatore argentino (n. 1905)
- 17 dicembre - Dorothy L. Sayers, scrittrice, poetessa e drammaturga britannica (n. 1893)
- 18 dicembre - Camillo Castiglioni, imprenditore e banchiere austriaco (n. 1879)
- 18 dicembre - Jan Plaček, calciatore cecoslovacco (n. 1894)
- 19 dicembre - Ida Gibbs, docente e attivista statunitense (n. 1862)
- 19 dicembre - Emil Henriques, velista svedese (n. 1883)
- 19 dicembre - John William Van Druten, drammaturgo e regista teatrale britannico (n. 1901)
- 20 dicembre - Noémi Ferenczy, artista ungherese (n. 1890)
- 20 dicembre - Maurice Schilles, pistard francese (n. 1888)
- 21 dicembre - Eric Coates, compositore e violista inglese (n. 1886)
- 22 dicembre - Henri Bédarida, italianista, critico letterario e saggista francese (n. 1887)
- 23 dicembre - Michel d'Herbigny, vescovo cattolico e gesuita francese (n. 1880)
- 23 dicembre - Sergej Komarov, attore sovietico (n. 1891)
- 23 dicembre - William Prichard, bobbista svizzero (n. 1897)
- 24 dicembre - Arturo Barea, scrittore, saggista e giornalista spagnolo (n. 1897)
- 24 dicembre - Domingos Oliveira, generale e politico portoghese (n. 1873)
- 24 dicembre - Norma Talmadge, attrice e produttrice cinematografica statunitense (n. 1894)
- 25 dicembre - Luigi Romano Borgnetto, regista, sceneggiatore e scenografo italiano (n. 1881)
- 25 dicembre - Alberto Calza Bini, architetto e pittore italiano (n. 1881)
- 25 dicembre - Giovanni Capra, calciatore italiano (n. 1887)
- 25 dicembre - Käthe Dorsch, attrice tedesca (n. 1890)
- 25 dicembre - William Alphonso Murrill, micologo e botanico statunitense (n. 1869)
- 25 dicembre - Charles Pathé, produttore cinematografico francese (n. 1863)
- 25 dicembre - Kees van der Zalm, calciatore olandese (n. 1901)
- 26 dicembre - Giuseppe Isola, antifascista e politico italiano (n. 1881)
- 26 dicembre - Angelo Motta, pasticciere e imprenditore italiano (n. 1890)
- 26 dicembre - Michael O'Connor, nuotatore e pallanuotista irlandese (n. 1900)
- 27 dicembre - Jules Adrien Blanchet, numismatico e bibliotecario francese (n. 1866)
- 27 dicembre - Guido De Giorgio, esoterista e scrittore italiano (n. 1890)
- 27 dicembre - Abane Ramdane, rivoluzionario e politico algerino (n. 1920)
- 29 dicembre - John Nelson Boothman, aviatore e militare britannico (n. 1901)
- 29 dicembre - Ernie Henry, sassofonista statunitense (n. 1926)
- 29 dicembre - Juan José Morosoli, scrittore uruguaiano (n. 1899)
- 29 dicembre - Ezio Selva, tuffatore e pilota motonautico italiano (n. 1902)
- 30 dicembre - Gaston Aumoitte, giocatore di croquet francese (n. 1884)
- 31 dicembre - Óscar Domínguez, pittore spagnolo (n. 1906)

## Senza giorno specificato(62)
- Nils Åberg, storico dell'arte svedese (n. 1888)
- Mark Aldanov, scrittore, biografo e drammaturgo russo (n. 1886)
- Carlo Andreoni, politico e partigiano italiano (n. 1901)
- Francesco Ansaldi, politico, medico e partigiano italiano (n. 1907)
- Giovanni Aragona, chimico e biologo italiano (n. 1909)
- Adolfo Balduini, pittore, scultore e incisore italiano (n. 1881)
- Amleto Barbieri, baritono italiano (n. 1883)
- Jani Basho, patriota, medico e militare albanese (n. 1892)
- Lamberto Bergamini, tenore italiano (n. 1885)
- Marcello Boglione, pittore e incisore italiano (n. 1891)
- Frank Browning, marinaio e esploratore britannico (n. 1882)
- Aldo Buttini, scultore italiano (n. 1898)
- Charles Calvert, regista e attore britannico
- Ezio Camuncoli, scrittore e giornalista italiano (n. 1895)
- Brizio Casciola, presbitero e letterato italiano (n. 1871)
- Gaetano Cellini, scultore e pittore italiano (n. 1875)
- Sestilia Chiostri, stilista italiana
- Francesco Cuccia, mafioso e politico italiano (n. 1876)
- Pierre Delbet, anatomista francese (n. 1861)
- Marie-Luise Dissard, partigiana francese (n. 1881)
- Guido Farina, pittore italiano (n. 1896)
- Moustafa Farroukh, pittore libanese (n. 1901)
- Giuseppe Ferrata, pittore italiano (n. 1888)
- Saverio Fragapane, architetto italiano (n. 1871)
- Guillaume Grandidier, geografo, etnologo e zoologo francese (n. 1873)
- Iseult Duff, psicoanalista britannica (n. 1887)
- Greene and Greene, architetto statunitense (n. 1868)
- Víctor Hevia Granda, scultore spagnolo (n. 1885)
- Fritz Kaufmann, regista e sceneggiatore tedesco (n. 1889)
- Cyril Kirkpatrick, politico e ingegnere inglese (n. 1872)
- Erika Giovanna Klien, pittrice e pedagoga austriaca (n. 1900)
- Theodor Kofler, fotografo austriaco (n. 1877)
- Grigorij Samuilovič Landsberg, fisico sovietico (n. 1890)
- Jules Lavigne, calciatore belga (n. 1901)
- Lev Leopoldoff, ingegnere e militare russo (n. 1898)
- Rudolf Lindmayer, tiratore di fune e lottatore austriaco (n. 1882)
- Antonio Luridiana, generale italiano (n. 1888)
- Giulio Martinez, ingegnere, imprenditore e dirigente d'azienda italiano (n. 1870)
- Tom Mather, allenatore di calcio inglese (n. 1888)
- Bernard Maybeck, architetto francese (n. 1862)
- Gustav Mie, fisico tedesco (n. 1869)
- Jules Monchanin, presbitero francese (n. 1895)
- Lucien Hector Monod, pittore e incisore francese (n. 1867)
- Umberto Pasella, sindacalista e politico italiano (n. 1870)
- František Plodr, calciatore cecoslovacco (n. 1896)
- Frank Powell, regista, attore e sceneggiatore canadese (n. 1877)
- Alexandra Rebikova, attrice russa (n. 1896)
- Dante Ricci, pittore e incisore italiano (n. 1879)
- Frieda Gertrud Riess, fotografa tedesca (n. 1890)
- Angelo Rognoni, pittore italiano (n. 1896)
- Rodolfo Sabatini, architetto italiano (n. 1870)
- Michail Smirnov, calciatore russo (n. 1892)
- W. J. Smith, allenatore di calcio inglese (n. 1893)
- Maurice Sterne, scultore e pittore statunitense
- Umberto Supino, violinista italiano (n. 1883)
- Achille Urbain, biologo francese (n. 1884)
- Martin Wagner, architetto e urbanista tedesco (n. 1885)
- Gerald Wollaston, genealogista e araldista britannico (n. 1874)
- Elena Canino, scrittrice italiana (n. 1898)
- Roberto de Chomón-Ruiz, direttore della fotografia francese (n. 1897)
- Augusto De Giuli Botta, filosofo italiano (n. 1905)
- Sayyid Salih Jabr, politico iracheno (n. 1896)